# Timorboszanger
De Timorboszanger (Phylloscopus presbytes) is een endemische vogelsoort op Timor uit de familie van de Phylloscopidae.

## Verspreiding en leefgebied
Het is een vogel van tropische bergbossen op Timor. De soort is onderdeel van een complex van nauw verwante soorten in vergelijkbaar habitat waartoe ook de floresboszanger (P. floresianus), bergboszanger (P. trivirgatus), luzonboszanger (P. nigrorum), sulawesiboszanger (P. sarasinorum), papoeaboszanger (P. poliocephalus) en de San-Cristobalboszanger (P. makirensis) behoren.
Het zijn vogels die voorkomen in dicht struikgewas in rotskloven.

## Status
De grootte van de populaties is niet gekwantificeerd, maar de vogel wordt als algemeen tot talrijk voorkomend in geschikt habitat bevonden. Om deze reden staat deze boszanger als niet bedreigd op de Rode Lijst van de IUCN.